# Atterské jezero
Atterské jezero (německy Attersee) nebo Kammerské jezero (německy Kammersee) je ledovcové jezero v severním Rakousku (Horní Rakousy) v Alpách v pohoří Salzkammergutberge. Má rozlohu 46,7 km² (je tak 3. největším jezerem v Rakousku) a dosahuje maximální hloubky 171 m (3. nejhlubší jezero v Rakousku). Leží v nadmořské výšce 467 m. Teplota vody zde v létě dosahuje až 25 °C.

## Vodní režim
Do jezera přitéká řeka Seeache z Mondsee a ze severního konce odtéká řeka Ager (povodí Dunaje).

## Cestovní ruch
Je rájem jachtařů, plavců i potápěčů. Snad proto, že voda je průzračná a viditelnost pod vodní hladinou dosahuje až 25 m. Na jezeře jsou provozovány výletní plavby parníky.
V okolí jezera je nespočet tras pro cyklisty. V polovině září je trasa kolem jezera v délce 48 km vedoucí Attersee Straße (B 151) a Seeleiten Straße (B 152) uzavřena pro automobilovou dopravu z důvodu konání "Autofreien Raderlebnistag" a patří pouze chodcům, cyklistům a bruslařům.

## Okolí
Na břehu leží města Attersee a Kammer. Turistickým centrem je malá obec Weißenbach, ležící na jižním okraji jezera, která je zároveň ideálním výchozím bodem do pohoří Höllengebirge přímo nad jezerem a na dominantu severní části Solné komory, vrchol Schafberg (1782 m).

## Adhara
Podle legendy je název jezera odvozen od jména vodní víly Adhary, která kdysi v jezeře žila. Obyvatele žijící na pobřeží obdarovávala drahokamy a zlatem. S bohatstvím však narůstala mezi lidmi jen závist a chamtivost a proto víla z jezera navždy zmizela a z pokladů zbyl jen jejich odlesk na vodní hladině. Vílu dnes připomíná jen název vodopádu Nixenfall (Nixe znamená německy vodní víla).